# ابرجمنت-لو-گراند
ابرجمنت-لو-گراند (به فرانسوی: Abergement-le-Grand) یک کامین در فرانسه با جمعیت ۶۲ نفر است که در Canton of Arbois واقع شده‌است.